# Cláudio Kano
Cláudio Mitsuhiro Kano (São Paulo, 18 de dezembro de 1965 — São Paulo, 1 de julho de 1996) foi um jogador de tênis de mesa brasileiro de empunhadura caneta canhota. Tinha como destaque em seu jogo sua grande habilidade nos saques e seu shoto.
Cláudio Kano deteve o recorde de 12 medalhas nos Jogos Pan-americanos, marca só superada nas edições seguintes por Hugo Hoyama, seu companheiro de esporte, que possui 13 medalhas, e pelo nadador Gustavo Borges, que tem 18 medalhas. Também detém o terceiro maior número de medalhas de ouro do Brasil, com sete conquistas, duas a menos do que Hoyama e uma a menos que Gustavo.
Kano morreu um dia antes de embarcar para os Jogos Olímpicos de Atlanta, em consequência de um acidente de motocicleta ocorrido na cidade de São Paulo.

## Biografia
Começou no esporte ainda pequeno brincando com seus pais, dona Mitiko e seu Minoru, dentro de casa. Aos nove anos, seus pais procuraram um clube da colônia japonesa chamada Showa, localizado na zona Sul de São Paulo, onde ele e seu irmão Agnaldo praticavam vários esportes entre eles o tênis de mesa. Desde pequeno Cláudio mostrava habilidade na mesa, derrotando oponentes mais velhos do que ele. Na primeira vez que participou do Campeonato Intercolonial ficou em segundo lugar. Com isso, os técnicos do clube viram que não tinham muito a ensinar ao jovem habilidoso, e conversaram com o Sr Minoru para que ele procurasse algum clube com melhores condições de treinamento.
Cláudio começou a treinar no clube Hebraica, que tinha como técnicos Manoel Medina e Emiko Takatatsu, campeã brasileira na época. Lá conheceu o Sr. Mutsuo Kasahara, um ex-jogador japonês que trabalhava em uma multinacional japonesa e treinava em vários clubes. Na época Kasahara viu que o menino tinha potencial e convidou-o a treinar em São Bernardo do Campo que naquela época tinha como técnico Maurício Kobayashi, então técnico da seleção paulista.

## Carreira
Aos 17 anos, obteve duas medalhas de ouro, em duplas masculinas e equipes masculinas, nos Jogos Pan-Americanos de 1983. Ele conquistou mais cinco ouros, três pratas e dois bronzes nos Jogos Pan-Americanos posteriores.
No Campeonato Mundial de Tênis de Mesa de 1987, realizado em Nova Delhi, Índia, Kano chegou às oitavas de final, um dos melhores resultados da história do Brasil no torneio igualando Ubiraci Rodrigues da Costa (conhecido como Biriba), que caiu nas oitavas de final no Campeonato Mundial de Tênis de Mesa de 1961, resultado só superado por Hugo Calderano mais tarde, no Campeonato Mundial de Tênis de Mesa de 2021.
Kano também alcançou dois resultados impressionantes na Copa do Mundo de Tênis de Mesa: ficou em sexto lugar na Copa do Mundo de 1987, em Macau, e na de 1989, em Nairóbi, no Quênia. 
Ele participadou dos Jogos Olímpicos de Verão de 1988 e 1992, mas perdeu nas primeiras etapas de ambos.

## Morte
Cláudio Kano morreu no dia 1 de julho de 1996, um dia antes de embarcar para os Jogos Olímpicos de Atlanta, em consequência dos ferimentos sofridos num acidente de motocicleta. Sofreu politraumatismo, choque hemorrágico e trauma cranioencefálico. O acidente ocorreu na marginal Pinheiros (zona sul), entre as pontes João Dias e Morumbi. O mesa-tenista foi socorrido por uma equipe de resgate do Corpo de Bombeiros e levado para o Hospital Regional Sul, em Santo Amaro (zona sul de São Paulo), mas não resistiu aos ferimentos e morreu às 18h30.

## Principais resultados
- Seis vezes campeão sul-americano[4]
- Dois sextos lugares nos mundiais de 1987 e 1989[1][4]
- Doze medalhas pan-americanas:
  - 1983 - Caracas - recebeu duas medalhas de ouro (dupla masculina e por equipe), e uma de bronze (dupla mista)[1][4]
  - 1987 - Indianápolis - recebeu uma medalha de ouro (equipe); uma de prata (dupla masculina), e uma de bronze, (individual)[1][4]
  - 1991 - Havana - recebeu duas medalhas de ouro (dupla masculina e por equipe) e uma de prata (individual)[1][4]
  - 1995 - Mar del Plata - recebeu duas medalhas de ouro (dupla masculina e por equipe), e uma de prata (individual)[1][4]

## Participações em Olimpíadas
- 1988 - Jogos Olímpicos de Seul[1][4]
- 1992 - Jogos Olímpicos de Barcelona[1][4]